# سفارة كوريا الجنوبية في إيران
سفارة كوريا الجنوبية في إيران هي أرفع تمثيل دبلوماسي لدولة كوريا الجنوبية لدى إيران. تقع السفارة في طهران وهي تهدف لتعزيز المصالح الكورية جنوبية في إيران.

## وصلات خارجية
- الموقع الرسمي
- قائمة سفارات كوريا الجنوبية
- قائمة السفارات في إيران